# Rolandwerft

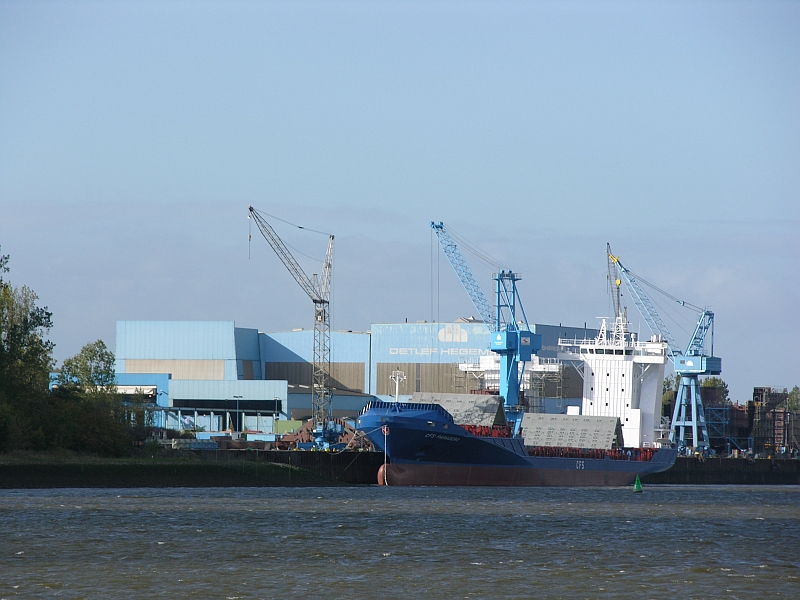
Die Detlef Hegemann Rolandwerft in Warfleth

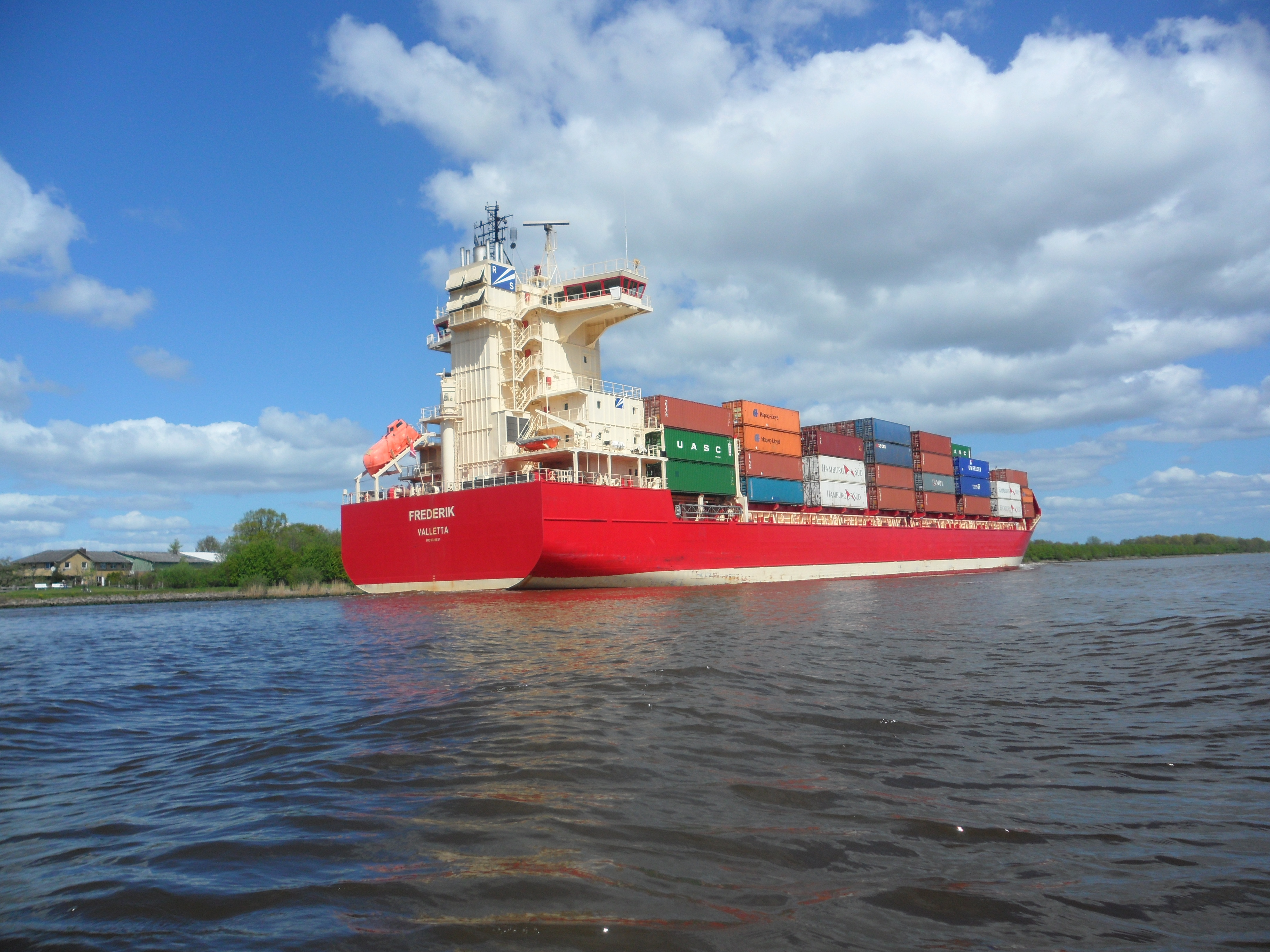
Containerschiff Frederik, 2005 auf der Rolandwerft gebaut

Die Rolandwerft ist eine Schiffswerft im zu Berne gehörenden Ortsteil Warfleth an der Unterweser.

## Geschichte
Gegründet wurde die Werft 1913 in Bremen vom Schiffbauingenieur Karl Vertens und dem Kaufmann Riechmann. Nach Anfängen als Boots- und Yachtwerft wurde bald der Bau von Schnellbooten, Minensuchern und U-Boot-Jägern für die Marine die Hauptaufgabe der oberhalb des damals noch neuen Weserwehrs gelegenen Werft.
1926 übernahm der Schiffbauingenieur Schierenbeck das Unternehmen und stockte das Programm um den Bau von Küstenfrachtern und Schiffen mit besonderen Aufgaben auf. Der Zweite Weltkrieg brachte erneut eine Zeit des Kriegsschiffbaus, der sich nach Kriegsende die Fortführung des Frachtschiffbaus anschloss. Zum 50. Werftjubiläum konnte auf 262 gebaute Seeschiffe zurückgeblickt werden. Der Betrieb wurde weiter ausgeweitet und hatte bis zum Konkurs im Frühjahr 1972 außer Küstenmotorschiffen auch Seebäderschiffe, Tanker, Hochseeschlepper und Bohrinselversorger an den Werftstandorten Hemelingen (in Bremen) und Ganspe gebaut. Zum Zeitpunkt des Konkurses befanden sich die Helgolandfähre Helgoland, sowie zwei Versorger für die dänische Reederei A. P. Möller in Bau, die später auf anderen Werften vollendet wurden.
Am 1. Juli 1972 übernahm Detlef Hegemann die Werft und führte sie im zunächst kleineren Rahmen mit der Erstellung von Schiffssektionen und als Reparaturbetrieb weiter. Erst 1977 wurde mit dem Kümo Verena wieder mit dem Schiffsneubau begonnen und der Betrieb im Laufe der Zeit zum heutigen Stand vergrößert. Heute verfügt die Werft über drei Schiffbauhallen, einen Hebelift mit Quer- und Längsverfahrbahnen sowie einen Ausrüstungskai. Die Werft beschäftigte sich vor dem Verkauf an die Bremer Lürssen-Gruppe im April 2010 in erster Linie mit dem Neubau, Umbau und der Reparatur von Frachtschiffen. Insbesondere wurden Containerfeederschiffe der Werfttypen RW700, RW750 und RW850 in der Größenordnung von 700 bis 974 TEU, Ankerziehschlepper und Küstenwachschiffe gebaut. Vor dem Verkauf an die Lürssen-Gruppe gehörte das Unternehmen als 100%ige Tochter der Peene-Werft zur Hegemann-Gruppe.

## Werftausstattung
Die Schiffbauhallen sind beheizbar und verfügen über ein Verfahrsystem. Sie haben die folgenden Abmessungen:
- Schiffbauhalle mit 110 m Länge und 24,8 m Breite
- Schiffbauhalle mit 75 m Länge und 24,3 m Breite
- Schiffbauhalle mit 75 m Länge und 9,65 m Breite

Der Hebelift hat eine Länge von 113,20 m und eine Breite von 25 m. Er kann Schiffe bis zu einer Länge von 140 m heben und verfügt über eine Hubkapazität von bis zu 3.800 t.
Der Ausrüstungskai verfügt über zwei Schiffsliegeplätze und ist mit zwei 50-t-Kaikranen und einem 8-t-Turmdrehkran ausgerüstet.